# Västkustbanan
Västkustbanan er en svensk jernbane mellem Göteborg og Malmö – og derefter videre over Øresund til Danmark (syd om Lund er banen fælles med jernbanen fra Stockholm). Til 1990'erne var banen enkeltsporet det meste af vejen, men nu er banen med dobbeltspor. I januar 2001 byggedes ca. 35 km om mellem Helsingborg og Kävlinge, hvorved Landskrona kom med på banen. (Byen hade tidligere kun sportrafik mod Lund og Malmö). Ved Hallandsåsen bygges stadig (november 2012) på
den dobbeltsporede tunnel der for længst skulle have stået klar. Først omkring 2018 regner man med at denne del af banen kan trafikeres.
Men der er stadig problemet med delen Ängelholm – Helsingborg, hvor der kun er dobbeltspor ved tre lokale stationer. Ved indkørslen til Helsingborg fra nord drejer enkeltsporet meget skarpt, så togene kun kan køre omkring 30 km/t. Banen er elektrificeret hele vejen.

## Drift
Lyntoget fra Oslo "Lynx" brugte banen nogle få år, i begyndelsen af 00'erne. Derefter blev den klassiske linje København – Oslo lukket.
DSB First tabte store penge på at køre Re-togstrafik (i Sverige "Øresundstog") i Sverige. Det skyldes dog hovedsageligt at man bød for lavt bud på trafikken (der også omfattede tog til Karlskrona og Kalmar. Den sidstnævnte linje havde også dårlige passagertal).
Svenske SJ har også haft problemer da de kørte IC-tog Malmö – Hässleholm – Halmstad – Göteborg. Linjen blev nedlagt efter få år.
Re-togene køres i dag av Veolia og banen bruges i Skåne af de lokale Pågatåg til Ängelholm.